# Düsseldorfer SC Viktoria 02
Düsseldorfer SC Viktoria 02 was een Duitse voetbalclub uit Düsseldorf, Noordrijn-Westfalen.

## Geschiedenis
De club werd opgericht in 1902 als FC Britannia 02 Düsseldorf en sloot zich aan bij de West-Duitse voetbalbond. In 1904 splitste enkele spelers zich van de club af om Düsseldorfer SV 04 te vormen. Na het uitbreken van de Eerste Wereldoorlog veranderden alle Duitse clubs met de naam Britannia de naam omdat Groot-Brittannië de tegenstander was in de Eerste Wereldoorlog. Britannia Düsseldorf nam de naam Düsseldorver SV Viktoria 02 aan. Datzelfde jaar speelde de club voor het eerst in de hoogste klasse van de Noordrijncompetitie. De club werd meteen vicekampioen met één punt achterstand op SC Union 05 Düsseldorf. Viktoria bleef in de top meedraaien en werd in 1917/18 kampioen van Düsseldorf na een finale tegen Düsseldorfer SC 1899.
In 1921 werd de naam SV veranderd in SC. Tegenwoordig speelt de club in de laagste reeksen.

## Erelijst
Kampioen Noordrijn-Düsseldorf
1918